# Большак, Василий Григорьевич
Василий Григорьевич Большак (23 апреля 1922, село Безугловка, теперь Киевская область — 17 декабря 1988, Дубулты) — советский писатель, советский государственный деятель. Депутат Верховного Совета УССР 9-го созывов. Член Ревизионной комиссии КПУ в 1976—1981 г.

## Биографические сведения
Родился 23 апреля 1922 года в селе Безугловке на Полтавщине (теперь Згуровского района Киевской области).
С 1937 года — ученик Украинского коммунистического газетного училища, Харьковской политически-образовательной школы, курсант военно-медицинского училища.
В 1941—1945 г. — служил в Красной армии. Участник Великой Отечественной войны. Служил старшим военным фельдшером терапевтического полевого подвижного госпиталя, командиром санитарного взвода 60-й армии.
Член ВКП (б) с 1943 года.
С 1945 года — корреспондент Киевской областной газеты «Киевская правда», слушатель курсов газетных работников при ЦК КП(б)У, заведующий отдела Измаильской областной газеты «Придунайская правда» (Измаил).
В 1953 году окончил Высшую партийную школу при ЦК Компартии Украины.
В 1953—1962 г. — заведующий отделом республиканской газеты «Колхозное село», ответственный секретарь редакции журнала «Советская Украина», заместитель редактора, ответственный редактор журнала ЦК ЛКСМУ «Днепр».
В 1962—1972 г. — главный редактор журнала «Украина».
1 сентября 1972 — 10 декабря 1979 г. — председатель Государственного комитета Совета Министров Украинской ССР по кинематографии.
В 1979—1985 г. — главный редактор журнала «Украинский театр».
На XXV съезде Коммунистической партии Украины избран членом Ревизионной комиссии Компартии Украины.
Умер 18 декабря 1988 года. Похоронен на Байковом кладбище (участок № 52).

## Творчество
Ведущая тема творчества — жизнь колхозного села. Автор книг очерков, документальных повестей, романов:
- «На мирной земле» (1952);
- «Сила молодая» (1957);
- «Поедем за Десну» (1959);
- «Родные просторы мои» (1959);
- «Весна-красна» (1959);
- «Слово о подолянку» (1960);
- «Петь в роще соловьям» (1960);
- «Обида» (1962);
- «Глубокий яр» 1964;
- «Детям не разрешается» (пер. Е. Весенина, б-ка «Крокодила») 1966;
- «Щедрик-ведрик» (1969);
- «Гелиос — бог солнца» (1974);
- «Проводник в бездну» (1974);
- «Не печальтесь, профессор» (1978);
- «Осень пахнет медом» (1981);
- сборников юмора и сатиры и прочее.

## Награды, премии
- Награждён тремя орденами Трудового Красного знамени, орденом Красной Звезды и медалями.
- Медаль «За трудовое отличие» (24 ноября 1960 года) — за выдающиеся заслуги в развитии советской литературы и искусства и в связи с декадой украинской литературы и искусства в гор. Москве[1]
- За статьи в книге «Гусак на Бродвее» в 1967 году удостоен республиканской премии имени Я. Галана.